# Imre Zachár
Imre Zachár (né le 11 mai 1890 à Budapest et mort le 7 avril 1954 dans cette même ville) est un nageur et poloïste hongrois. Il a été médaillé d'argent aux Jeux olympiques de 1908 à Londres et a participé aux Jeux olympiques de 1912 à Stockholm en natation et water-polo.

## Biographie
Il nage pour le MTK Budapest où il a été entraîné par Zoltán von Halmay puis au Magyar Atlétikai Club et au Műegyetemi AFC.
Il est champion d'Autriche-Hongrie du 800 yards nage libre en 1907 et 1910 ainsi que du 100 yards nage libre en 1910.
Aux Jeux olympiques de 1908 à Londres, il est engagé sur le 400 mètres nage libre. Il réalise le 8e temps des séries en 6 min 9 s 8 et se qualifie pour les demi-finales. Cependant, il abandonne au 250 mètres. Il fait aussi partie du relais hongrois pour le 4X200 mètres nage libre, qualifié directement pour la finale en raison des forfaits. Avec un temps de 10 min 59 s, l'équipe monte sur la deuxième marche du podium.
Aux Jeux olympiques de 1912 à Stockholm, Imre Zachár est engagé en natation et water-polo. Il déclare forfait sur les  400 et 1 500 mètres. Il est aussi dans le relais hongrois qui entre en finale avec un temps de 10 min 34 s 6 mais déclare forfait ensuite. En water-polo, l'équipe hongroise est éliminée au premier tour par l'équipe autrichienne.
En 1914, il arrête sa carrière de nageur et devient employé de banque. Il a été placé en résidence surveillée à Jászkisér par le régime de Mátyás Rákosi qui lui confisque tous ses biens. Il rentre à Budapest en 1953 pour y mourir.